# 美洲间热带金枪鱼委员会
美洲间热带金枪鱼委员会（英語：Inter-American Tropical Tuna Commission）是1949年成立的区域性渔业机构，主要负责东太平洋金枪鱼和其他海洋资源的保护和管理，目前有21个成员和5个合作非成员。IATTC依1949年美利坚合众国与哥斯达黎加共和国关于建立美洲间热带金枪鱼委员会公约设立，并依2003年关于加强美利坚合众国与哥斯达黎加共和国1949年公约设立的美洲间热带金枪鱼委员会的公约（安提瓜公约）被加强。

## 结构
委员会由每一成员指定的1至4名委员组成，并可有专家顾问陪同。委员会建立审议委员会通过措施执行情况的分委员会，和科学咨询分委员会。

## 成员
、 加拿大、 中国、 哥伦比亚、 、 、 欧盟、 法國（海外地区）、 、 日本、 基里巴斯、 、 墨西哥、 尼加拉瓜、 巴拿马、 秘魯、 薩爾瓦多、中華臺北、 美国、 委內瑞拉、 。

### 合作非成员国
玻利维亚、 智利、 、 印度尼西亞、 利比里亚。

## 外部連結
- 官方网站